# Баймурзаев, Орысбай Жубаевич
Орысбай Жубаевич Баймырзаев (род. 17 октября 1939, Нукус) — заслуженный архитектор Казахстана (1981).
Окончил Московский архитектурный институт (1967). С 1967 года — старший архитектор управления по делам строительства и архитектуры Каракалпакии. В 1982—1983 годах — заместитель начальника Главного управления «Алма—Атастройпроект» и одновременно заместитель главного архитектора города. В 1983—1993 годах начальник Главного управления «Алма-Атастрой проект». С 1993 года заместитель генерального директора предприятия «Рахат». Баймырзаев — автор архитектурного проекта (1980) Казахского драматического театра (Государственная премия Казахской ССР, 1982), павильона выставки «Связь» (1981), корпуса лаборатории связи со спутниками (1982), гостиницы «Рахат» (1993) и др.